# Nebris microps
Nebris microps és una espècie de peix de la família dels esciènids i de l'ordre dels perciformes.

## Morfologia
- Els mascles poden assolir 40 cm de longitud total i 570 g de pes.[1][2][3]

## Alimentació
Menja principalment gambes.

## Hàbitat
És un peix de clima tropical i demersal que viu fins als 50 m de fondària.

## Distribució geogràfica
Es troba a l'oceà Atlàntic occidental: des de Colòmbia fins al sud-est del Brasil.

## Ús comercial
Es comercialitza principalment fresc i salat. És un dels peixos més apreciats com a aliment a l'illa de Trinitat.

## Observacions
És inofensiu per als humans.